# ヨーロッパ・フォーミュラ3選手権
FIA ヨーロッパ・フォーミュラ3選手権（FIA Formula 3 European Championship）はかつて開催されていた、国際自動車連盟（FIA）が主催する、ヨーロッパ地域を対象にフォーミュラ3（F3）規格で争われたフォーミュラカーレースの選手権である。

## 概要
元々は、英仏独などのヨーロッパ各国で行なわれたフォーミュラ3選手権のそれぞれの勝者が一堂に会して、フォーミュラ3・ヨーロッパネーションズカップと銘打たれた年一度きりのレースで争うという単独イベントが1966年に始まったことに由来する。1975年にF3規格の排気量をそれまでの1,600ccから2,000ccに上げるレギュレーションを発行する際に、ヨーロッパネーションズカップも通年で行なわれる選手権へと拡大された。1984年シーズンを最後に選手権は中断され、次年度の1985年からは「FIA ヨーロッパ・フォーミュラ3・カップ」という年一度きりのレースによる開催方式に戻ることとなった。
1987年に、汎ヨーロッパ選手権として「フォーミュラ3・ユーロシリーズ」と名付けられたシリーズをスタートしたが、次年度開催は出来ずに単年度の開催で終了する。2003年にドイツとフランスのF3選手権を統合し、あくまでヨーロッパ域内に限る選手権として「フォーミュラ3・ユーロシリーズ」の名称を再使用してシリーズを再びスタートさせた。
2011年の「フォーミュラ3・インターナショナルトロフィ」のシーズン終了後、FIAは「ヨーロッパ・フォーミュラ3選手権」を復活させることにした。2012年の初年度シーズンと認定した10戦は、7戦をフォーミュラ3・ユーロシリーズと共同開催とし、2戦をイギリス・フォーミュラ3選手権と共同開催とし、ブランズ・ハッチでの1戦をDTMの後援での開催ということで構成した。2013年からは、2012年シーズンで終了することになったフォーミュラ3・ユーロシリーズの基盤を受け継ぐこととなった為、他の選手権との共同開催という方法を採らず、自前のヨーロッパ・フォーミュラ3選手権の看板だけを掲げて開催。2018年までシリーズ運営もDTMの運営母体であるITR e.V.が担当した。
2019年からはFIAがGP3及びヨーロピアンF3を統合し、新たに「FIA F3」としてシリーズを開催。ただし、マシン規定が従来のF3から大幅に変更になることなどから、ITRはこれに同意せずヨーロピアンF3を「フォーミュラ・ヨーロピアン・マスターズ」と改称し、従来のF3規定によるレースを継続すると当初発表されていた。しかし、このITR主催のシリーズには参戦エントラントが集まらなかったため、開催されず中止となった。

## 歴代チャンピオン

### 1975年 - 1984年
| 年   | チャンピオン             | チーム・チャンピオン           |
| ---- | ------------------------ | ------------------------------ |
| 1975 | ラリー・パーキンス       | チーム・コワンジー             |
| 1976 | リカルド・パトレーゼ     | トリヴェラート・レーシング     |
| 1977 | ピエルカルロ・ギンザーニ | AFMP・ユーロレーシング         |
| 1978 | ヤン・ラマース           | レーシングチーム・オランダ     |
| 1979 | アラン・プロスト         | オレカ                         |
| 1980 | ミケーレ・アルボレート   | ユーロレーシング               |
| 1981 | マウロ・バルディ         | ユーロレーシング               |
| 1982 | オスカー・ララウリ       | ユーロレーシング               |
| 1983 | ピエルルイジ・マルティニ | パヴェシ・レーシング           |
| 1984 | イヴァン・カペリ         | エンツォ・コローニ・レーシング |

### 2012年 -
| 年     | チャンピオン                   | チーム・チャンピオン | ルーキー・チャンピオン   |
| ------ | ------------------------------ | -------------------- | ------------------------ |
| 2012年 | ダニエル・ジュンカデラ         | 受賞無し             | 受賞無し                 |
| 2013年 | ラファエル・マルチェッロ       | プレマ・パワーチーム | 受賞無し                 |
| 2014年 | エステバン・オコン             | プレマ・パワーチーム | エステバン・オコン       |
| 2015年 | フェリックス・ローゼンクビスト | プレマ・パワーチーム | シャルル・ルクレール     |
| 2016年 | ランス・ストロール             | プレマ・パワーチーム | ジョエル・エリクソン     |
| 2017年 | ランド・ノリス                 | プレマ・パワーチーム | ランド・ノリス           |
| 2018年 | ミック・シューマッハ           | プレマ・パワーチーム | ロバート・シュワルツマン |